# Marta Petreu
Marta Patreu, née Rodica Crişan le 14 mars 1955 à Jucu, Roumanie, est une philosophe, critique littéraire, essayiste et poète roumaine. 

## Biographie
Professeur de philosophie à l'université Babeş-Bolyai de Cluj-Napoca, elle a publié douze livres d'essais, huit recueils de poésie et un roman.
Elle dirige depuis 1990, à Cluj-Napoca , le mensuel littéraire Apostrof.

## Ouvrages

### Essais d'histoire de la philosophie
- (ro) Teze neterminate, Bucarest, Cartea Românească, 1991
- (ro) Jocurile manierismului logic, 1995
- (ro) Un trecut deocheat sau "Schimbarea la față a României", 1999
- (ro) Filosofia lui Caragiale, Bucarest, Ed. Albatros, 2003 (ISBN 978-973-46-2558-1)
- (ro) Despre bolile filosofilor. Cioran, 2008 (ISBN 978-973-46-1672-5)
- (ro) Diavolul și ucenicul său: Nae Ionescu - Mihail Sebastian, Bucarest, Ed. Polirom, 2009 (ISBN 978-973-46-1780-7)
- (ro) Acasa, pe Cîmpia Armaghedonului, Iași, Ed. Polirom, 2011 (ISBN 978-973-46-1927-6)
- (ro) De la Junimea la Noica. Studii de cultură românească, Iași, Ed. Polirom, 2011, 517 p. (ISBN 978-973-46-2138-5)
- (ro) O zi din viața mea fără durere. Eseuri, Iași, Editura Polirom, 2012 (ISBN 978-973-46-2634-2)
- (ro) Ionescu în țara tatălui, Iași, Editura Polirom, 2001 (ISBN 978-973-46-3135-3)
- (ro) Jocurile manierismului logic, Iași, Editura Polirom, 2013 (ISBN 978-973-46-3387-6)
- (ro) Filosofii paralele, Iași, Editura Polirom, 2013 (ISBN 978-973-46-3891-8)
- (ro) Asta nu este viața mea, Iași, Editura Polirom, 2014 (ISBN 978-973-46-4207-6)
- (ro) Biblioteci în aer liber, Iași, Editura Polirom, 2014 (ISBN 978-973-46-4140-6)

### Recueils de poèmes
- (ro) Aduceți verbele, 1981
- (ro) Dimineața tinerelor doamne, 1983
- (ro) Loc psihic, 1991
- (ro) Poeme nerușinate, 1993
- (ro) Cartea mîniei, 1997
- (ro) Apocalipsa după Marta, 1999
- (ro) Falanga, 2001
- (ro) Scara lui Iacob, 2006

### Ouvrages traduits en français
- Poèmes sans vergogne[1]  (trad. du roumain par Alain Paruit, Odile Serre), Cognac, Ed. Le Temps qu'il fait, 2005, 91 p. (ISBN 2-86853-448-1)
- Poèmes  (trad. Ed Pastenague)[2] in (12 écrivains roumais)
- L'Apocalypse selon Marta : choix de poèmes  (trad. du roumain par Linda Maria Baros), Paris, Caractères, 2013, 91 p. (ISBN 978-2-85446-507-5)
- Notre maison, dans la plaine de l'Armageddon[3]  (trad. du roumain par Florica Courriol, préf. Florica Courriol), Lausanne/Paris, Ed. L'Âge d'Homme, 2014, 317 p. (ISBN 978-2-8251-4275-2)[4]